# Воробьёво (Коченёвский район)
Воробьёво — упразднённый в 1968 году посёлок в Коченёвском районе Новосибирской области России. Располагался на территории современного Целинного сельсовета. 

## География
Располагался на границе с Чулымским районом, в 8,5 км (по прямой) к северо-западу от села Казанка.

## История
В 1928 году село Воробьёво состояло из 194 хозяйств. В нём располагались: школа 1-й ступени, кредитное товарищество, 2 лавки рбщества потребления и маслозавод. В административном отношении село являлось центром Воробьёвского сельсовета Коченёвского района Новосибирского округа Сибирского края. В 1954 году сельсовет был ликвидирован, территория присоединена к Федосихинскому сельсовету. До 1957 года являлось отделением колхоза Большевик, затем зерносовхоза «Федосовский».
Исключен из учётных данных в 1968 г.

## Население
В 1926 году в селе проживало 1018 человек (483 мужчины и 535 женщин), основное население — русские.